# Frank Thøgersen
Frank Thøgersen (født 28. januar 1965 i Rostrup) er en dansk trommeslager og sanger som bl.a. har spillet i Fenders, Bamses Venner (1996-2011),og siden 2012 har han været trommeslager i det danske danseband Kandis.